# Campet-et-Sainte-Croix
Ancienne commune des Landes, la commune de Campet-et-Sainte-Croix a existé de 1790-1794 à 1823. Elle a été créée entre 1790 et 1794 par la fusion des communes de Campet et de Sainte-Croix. En 1823 elle a fusionné avec la commune de Lamolère pour former la nouvelle commune de Campet-et-Lamolère.